# Уст Каменогорск
Уст Каменогорск (на казахски: Өскемен, чете се като Йоскемен; на руски: Усть-Каменогорск) e град в Източен Казахстан, административен център на Източноказахстанска област.
Населението на града е 349 713 души през 2012 година.